# Gwoździec Stary
Gwoździec Stary (ukr. Старий Гвіздець) – wieś na Ukrainie, w  obwodzie iwanofrankiwskim, w rejonie kołomyjskim.
Południową część wsi stanowi dawniej odrębna wieś Podstaje.

## Historia
Pod koniec lat 30. XX wieku właścicielem majątku Gwoździec Stary był Józef Horoch.
W II Rzeczypospolitej wieś w powiecie kołomyjskim województwa stanisławowskiego. 
We wrześniu 1939 stacjonowały tu 211. i 212. eskadry bombowe.
W 1944 nacjonaliści ukraińscy z OUN-UPA zamordowali tutaj i we wsi Gwoździec Mały łącznie 44 Polaków.